# 龙溪站 (韩国)
龍溪站（：／ Yonggye yeok */?）是大邱地鐵1號線沿線的一座地下車站，位於韓國大邱廣域市東區龍溪洞。

## 車站結構
站體為2面2線側式月台的地下車站，候車月台設有月台幕門，並有4處出口。

### 月台配置
| 芳村 ↑ |
| \| 上  |
| ↓ 栗下 |

| 月台 | 路線               | 目的地                       |
| ---- | ------------------ | ---------------------------- |
| 上行 | ●大邱都市铁道1号线 | 半月堂、中央路、舌化椧谷方向 |
| 下行 | ●大邱都市铁道1号线 | 新基、半夜月、安心方向       |

## 历史
- 1998年5月2日：开通使用。

## 車站周邊
- 大邱龍湖初等學校
- 朝日高校
- 龍溪治安中心
- 安心2洞行政福利中心
- 半月夜農協龍溪分會
- 龍溪城際客運總站
- 中央高速公路東大邱交流道

## 圖片

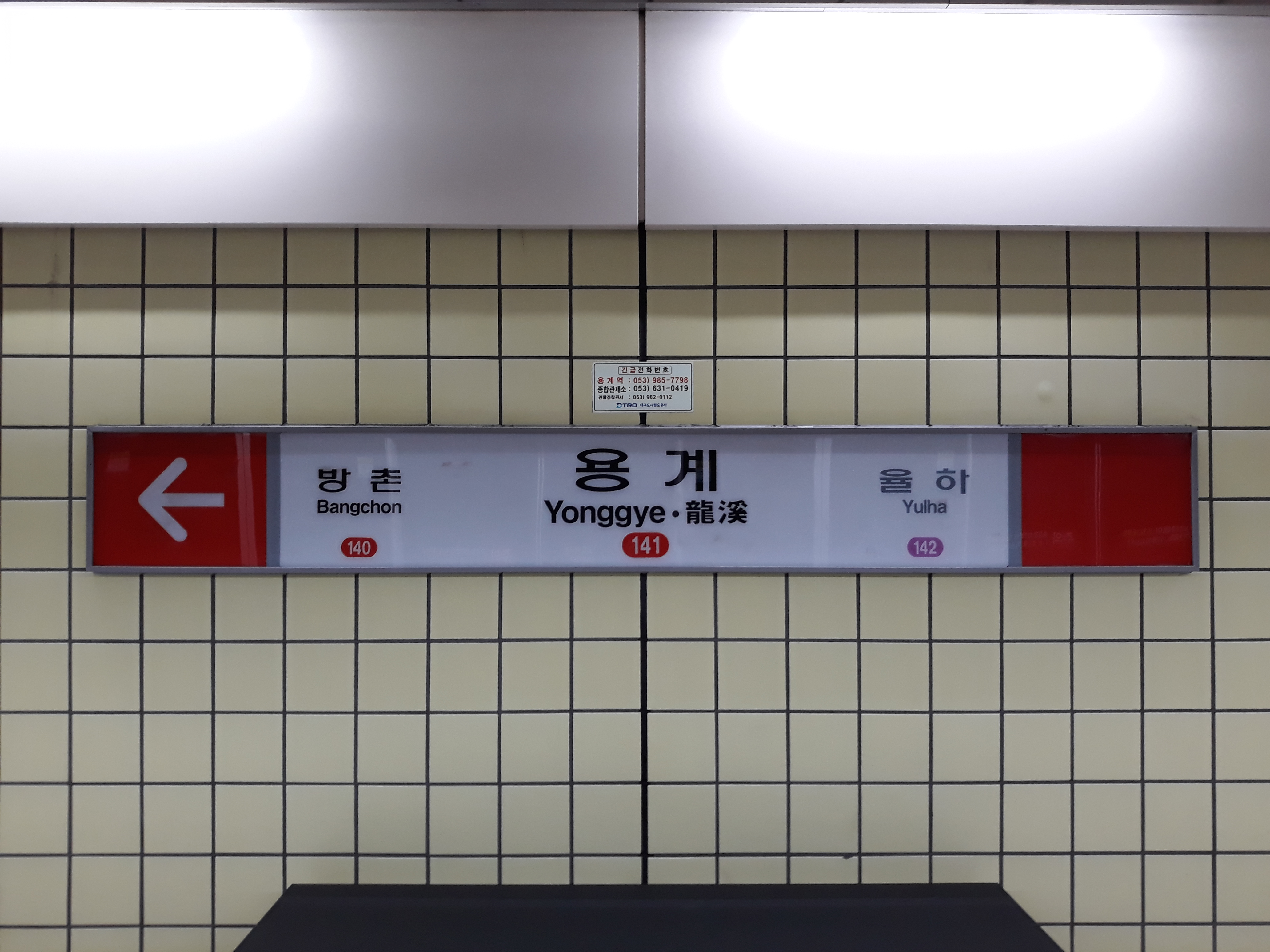
站名牌
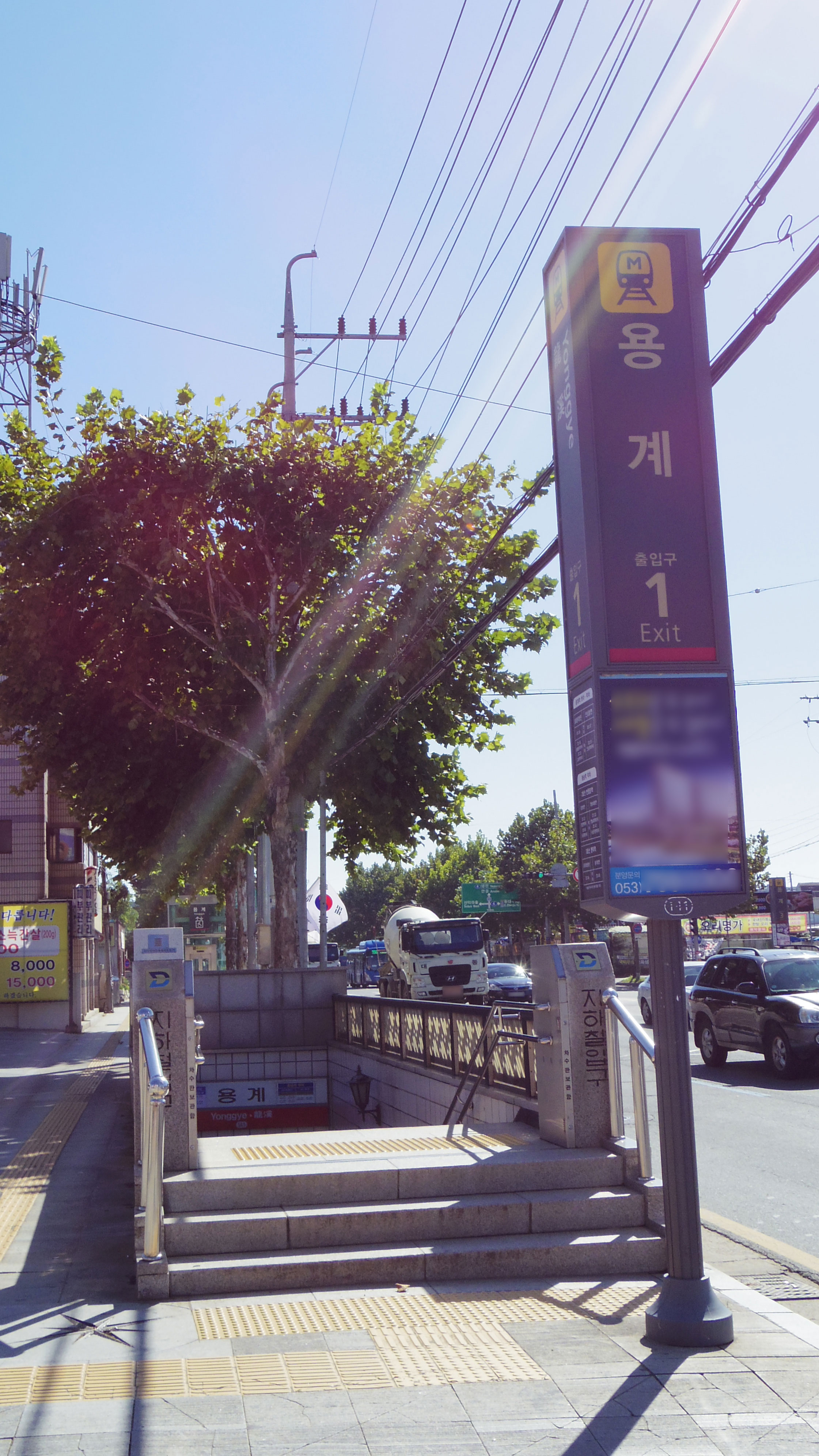
1號出口

## 相鄰車站
大邱都市鐵道公社
●大邱都市铁道1号线
芳村（140）－龍溪（141）－栗下（142）